# 1783
Năm 1783 (số La Mã: MDCCLXXXIII) là một năm thường bắt đầu vào thứ Tư trong lịch Gregory (hoặc một năm thường bắt đầu vào Chủ Nhật của lịch Julius chậm hơn 11 ngày).

## Sự kiện

### Tháng 2
- Nguyễn Huệ, Nguyễn Lữ lần thứ tư tiến công Gia Định, phá tan quân Nguyễn, Nguyễn Ánh chạy trốn về Đồng Tuyên.

### Tháng 8
- Quân Tây Sơn truy kích, Nguyễn Ánh trốn ra đảo Côn Lôn.

## Sinh
- Cảnh Thịnh Đế Nguyễn Quang Toản.